# Kırmıtlı, Akçakale
Kırmıtlı là một xã thuộc huyện Akçakale, tỉnh Şanlıurfa, Thổ Nhĩ Kỳ. Dân số thời điểm năm 2011 là 40 người.